# Stadtbefestigung Niederstetten

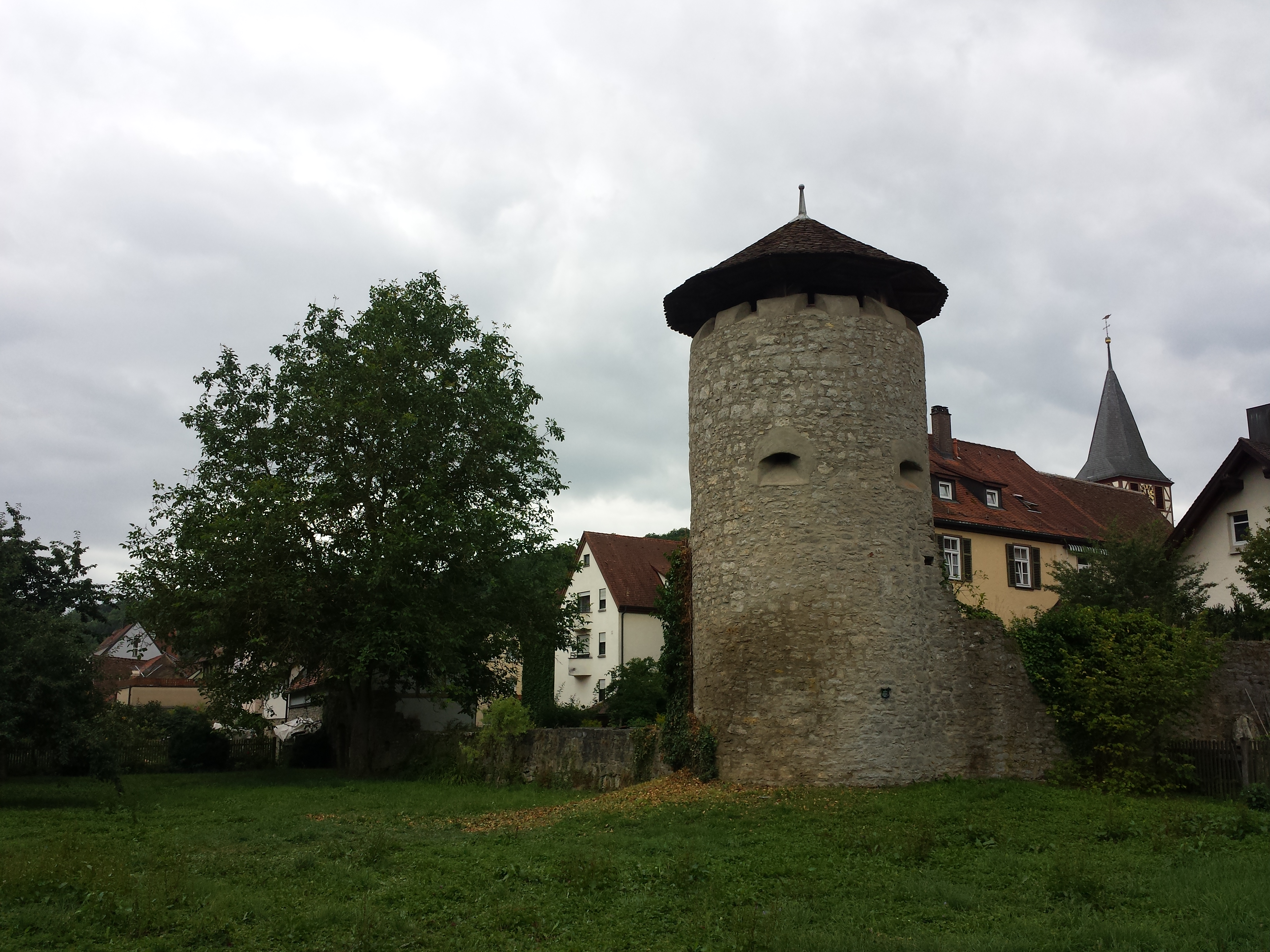
Reste der Stadtbefestigung in Niederstetten

Die Stadtbefestigung Niederstetten bezeichnet die ehemaligen Befestigungswerke der Stadt Niederstetten im Main-Tauber-Kreis in Baden-Württemberg.

## Geschichte und Bauten
Große Teile der einstigen Stadtbefestigung sind abgegangen. Heute sind noch Reste der mittelalterlichen Stadtbefestigung mit Stadtmauerresten in der Torgasse, Erbsengasse und Klostergasse an den Rückseiten der Gebäude sowie Türme erhalten. Folgende Bauten der historischen Stadtbefestigung sind erhalten:
- Der sogenannte „Schimmelturm“, ein mittelalterlicher Stadtturm mit Rundbogenfries,
- der sogenannte „Rappenturm“, ein mittelalterlicher Stadtturm,
- der sogenannte „Seeturm“, ein mittelalterlicher Befestigungsturm mit Stadtmauerrest und
- ein „Befestigungsturm am Grabenscheid“.

Die noch bestehenden Überreste der mittelalterlichen Stadtbefestigung stehen heute als Sachgesamtheit Stadtbefestigung Niederstetten unter Denkmalschutz.

## Die Befestigung im Stadtwappen

Stadtwappen von Niederstetten

Die ehemalige Stadtbefestigung wird auch im Stadtwappen aufgegriffen. Die Blasonierung des Wappens lautet: In Blau eine silberne Burg mit durchgehender gequaderter Zinnenmauer und zwei Zinnentürmen mit roten Spitzdächern, zwischen ihnen auf gestufter Zinne an schwarzem Mast eine rotsilberne Hissflagge, das Tor belegt mit einem fünfmal von Rot und Silber gespaltenen Schild.